# Passante ferroviario di Milano
Il passante ferroviario di Milano è una linea ferroviaria che passa prevalentemente sotto il centro urbano della città di Milano, congiungendo le linee provenienti da nord-ovest (le statali Milano-Torino, Milano-Domodossola e le regionali gestite delle FerrovieNord per Asso e Saronno) con quelle provenienti da est e sud-est (per Genova, Bologna e Venezia).
Il passante è il cuore del servizio ferroviario suburbano di Milano, venendo percorso da sei linee suburbane (S1, S2, S5, S6, S12 e S13, ciascuna a cadenza semioraria), con una frequenza massima, nel tratto comune Lancetti-Porta Vittoria, di un treno ogni 5 minuti.
I treni utilizzati nel passante ferroviario sono TSR, TAF ed ETR 425.

## Storia

La mappa della rete suburbana e metropolitana. In evidenza gli interscambi del passante ferroviario con le fermate della metropolitana

I problemi causati al traffico ferroviario milanese, soprattutto locale e regionale, dalla presenza di numerose stazioni di testa, erano molto sentiti sin dall'inaugurazione della nuova stazione Centrale (1931).
L'idea di passante ferroviario, in modo più simile a come lo conosciamo oggi, venne ripresa negli anni sessanta, ma per vari motivi, tra cui la scarsità di fondi, i lavori inizieranno solo vent'anni dopo e si protrarranno per molto tempo. I lavori cominciarono nel 1984 con la stazione di Repubblica, contemporaneamente ai lavori per la linea M3 della metropolitana.
Il percorso del passante ricalca quello della ferrovia che transitava presso la vecchia stazione centrale, soppressa nel 1931 con il ridisegno della rete ferroviaria cittadina e l'apertura dell'odierna stazione Centrale.

### Cronologia
- 1983 - Approvazione del progetto e Convenzione Generale tra Regione Lombardia, Comune di Milano, Ferrovie dello Stato e Ferrovie Nord Milano.
- Novembre 1984 - Inizio lavori.
- 21 dicembre 1997 - Apertura della tratta Bovisa-Porta Venezia[2][3].
- 30 maggio 1999 - Apertura della tratta Certosa-Lancetti[4].
- 30 giugno 2002 - Apertura della tratta Porta Venezia-Dateo e della fermata di Villapizzone[5].
- 12 dicembre 2004 - Apertura della tratta Dateo-Porta Vittoria-bivio Lambro[6] e attivazione delle prime sette relazioni del servizio ferroviario suburbano ("Linee S").
- 7 giugno 2008 - Apertura della tratta Porta Vittoria-Rogoredo[7].
- 9 maggio 2015 - Apertura della fermata di Forlanini.

## Caratteristiche
| Unknown route-map component "d" | Unknown route-map component "vCONTg" |

| Unknown route-map component "d" | Unknown route-map component "vBHF" |

| Unknown route-map component "utCONTgq" | Unknown route-map component "utKHSTeq" | Unknown route-map component "vBHF" |  | Unknown route-map component "d" |

| Unknown route-map component "d" | Unknown route-map component "vBHF" |

| 4+766  |
| 13+316 |

|  |  | Unknown route-map component "dSTR" + Unknown route-map component "vSTRl-" | Unknown route-map component "dSTR" + Unknown route-map component "vSTRl-" | Unknown route-map component "dSTRq" + Unknown route-map component "vSTR+l-" | Unknown route-map component "CONTfq" |

|  | Unknown route-map component "vBHF-L" | Unknown route-map component "dBHF-R" |

|  | Unknown route-map component "dSTR" | Unknown route-map component "vÜSTr" |

|  | Unknown route-map component "dSTR" | Unknown route-map component "evHST" |

|  |  | Unknown route-map component "tdSTRa" | Unknown route-map component "vSTR-ABZg+l" | Unknown route-map component "CONTfq" |

| Unknown route-map component "CONTgq" | Transverse track | Unknown route-map component "tdKRZ" | Unknown route-map component "vKRZu" | Unknown route-map component "CONTfq" |

| Unknown route-map component "d" + Unknown route-map component "exCONTgq" | Unknown route-map component "d" + Unknown route-map component "exSTRq" + Unknown route-map component "3STR3+l" | Unknown route-map component "exdSTR2h+r" | Unknown route-map component "exdSTR3h+l" + Unknown route-map component "dSTRq" | Unknown route-map component "tdKRZ" | Unknown route-map component "SPLer" + Unknown route-map component "tvSTR+l-" | Unknown route-map component "tCONTfq" |

| Unknown route-map component "d" + Unknown route-map component "v3STR-" | Unknown route-map component "exKDSTe" | Unknown route-map component "tvBHF" |  |

| Unknown route-map component "utdCONTgq" | Unknown route-map component "utv-STR+r" + Unknown route-map component "3STRl+4" | Unknown route-map component "dSTRq" | Unknown route-map component "d" + Unknown route-map component "tvSHI2g+l-" + Unknown route-map component "dSTRq" | Unknown route-map component "SPLa+r" | Unknown route-map component "utdSTR+l" | Unknown route-map component "utdCONTfq" |

| Unknown route-map component "ut-CONTgq" | Unknown route-map component "utvSTR-" + Unknown route-map component "ld-MKRZu" + Unknown route-map component "ulvHST@G-" + Unknown route-map component "ut-STRq" + Unknown route-map component "ulv-HST@F" | Unknown route-map component "tdSTR" + Unknown route-map component "ld-MKRZu" + Unknown route-map component "utd-STRq" + Unknown route-map component "lvHST@G-" | Unknown route-map component "c" + Unknown route-map component "ut-STRq" + Unknown route-map component "vKBHFxe-BHF" | Unknown route-map component "cd" + Unknown route-map component "PORTALf" | Unknown route-map component "utvSTR3-" + Unknown route-map component "utd-STR+r" |

| Unknown route-map component "exKBHFaq" | Unknown route-map component "utvSTRlf-" + Unknown route-map component "exSTRq" | Unknown route-map component "tdSTR" + Unknown route-map component "ld-MKRZu" + Unknown route-map component "utd-STRq" + Unknown route-map component "exv-STRr" | Unknown route-map component "ut-STRr+1" + Unknown route-map component "etvSTRl" + Unknown route-map component "exvSTRlf-" + Unknown route-map component "exvSTR+lf-" + Unknown route-map component "exvSTR-" | Unknown route-map component "utdSTRc4" + Unknown route-map component "utdSTRl" + Unknown route-map component "tCONTfq-" + Unknown route-map component "ex-CONTfq" | Unknown route-map component "utdCONTfq" |

| Unknown route-map component "c" | Unknown route-map component "utCONTgq" | Unknown route-map component "utdSTRq" + Unknown route-map component "uldHST" | Unknown route-map component "utcSTRq" + Unknown route-map component "tdHST" | Unknown route-map component "d" + Unknown route-map component "exBHF" | Unknown route-map component "utdSTRq" | Unknown route-map component "utCONTf@Fq" |

| Unknown route-map component "c" | Unknown route-map component "utCONTgq" | Unknown route-map component "utdSTRq" + Unknown route-map component "uldHST" | Unknown route-map component "utcSTRq" + Unknown route-map component "tdHST" | Unknown route-map component "d" + Unknown route-map component "exSTR" | Unknown route-map component "utdSTRq" | Unknown route-map component "utCONTf@Fq" |

| Unknown route-map component "d" | Unknown route-map component "utCONTgq" | Unknown route-map component "utdSTRq" + Unknown route-map component "uldHST" | Unknown route-map component "utdSTRq" + Unknown route-map component "tdHST" | Unknown route-map component "utSTRq" + Unknown route-map component "exvSTR2-" | Unknown route-map component "exSTRc3" + Unknown route-map component "utCONTfq" |

| Unknown route-map component "d" |  | Unknown route-map component "tv-SHI2gr" | Unknown route-map component "exSTRc1" | Unknown route-map component "exSTR+4" |

| Unknown route-map component "d" | Unknown route-map component "exKBHFa" | Unknown route-map component "tvBHFe@f" |  | Unknown route-map component "exSTR" |

| Unknown route-map component "exdCONTgq" | Unknown route-map component "exKRZoxr" | Unknown route-map component "exSTRq" + Unknown route-map component "MSTR" + Unknown route-map component "vÜSTur" | Unknown route-map component "exSTRq" | Unknown route-map component "exABZgr+r" |

| Unknown route-map component "dCONTgq" + Unknown route-map component "exSHI3c1" | Unknown route-map component "dSTRq" | Unknown route-map component "exv-SHI3+r" + Unknown route-map component "v-STRr" | Unknown route-map component "dSTR" |  | Unknown route-map component "exSTR" |

| Unknown route-map component "dvCONTgq" | Unknown route-map component "dvSTRq" | Unknown route-map component "exv-STRrg" + Unknown route-map component "exv-STR" + Unknown route-map component "vSTR+r" | Unknown route-map component "dSTR" |  | Unknown route-map component "exSTR" |

| Unknown route-map component "dCONTgq" | Unknown route-map component "vSTR+r-STR" | Unknown route-map component "vHST" |  | Unknown route-map component "exSTR" |

| Unknown route-map component "d" | Unknown route-map component "vSTRlo-STR" | Unknown route-map component "vKRZu" | Unknown route-map component "dSTRq" | Unknown route-map component "exdSTRc2" + Unknown route-map component "CONTfq" | Unknown route-map component "exSTR3" |

|  | Unknown route-map component "dSTR" | Unknown route-map component "vSTRlo-STR" | Unknown route-map component "d" + Unknown route-map component "exvSTR+1-" + Unknown route-map component "dSTRq" | Unknown route-map component "d" + Unknown route-map component "CONTfq" | Unknown route-map component "exSTRc4" |

| Unknown route-map component "vSTR-" | Unknown route-map component "vSTR-exBHF" | Unknown route-map component "d" |

| Unknown route-map component "v-STR" | Unknown route-map component "vSTR+lo-STR" | Unknown route-map component "dABZqxr+l" | Unknown route-map component "dSTRq" | Unknown route-map component "dCONTfq" |

| Unknown route-map component "d" | Unknown route-map component "vSTR" | Unknown route-map component "vÜSTu+r" | Unknown route-map component "dSTR+l" | Unknown route-map component "dCONTfq" |

| Unknown route-map component "vSTR" | Unknown route-map component "vSHI2g+l" | Unknown route-map component "dSHI2r" |

| Unknown route-map component "dSKRZ-Au" | Unknown route-map component "vSKRZ-Au" | Unknown route-map component "dSKRZ-Au" | Unknown route-map component "d" |

| Unknown route-map component "CONT3+l" + Unknown route-map component "v-STR3" | Unknown route-map component "vKRZo" | Unknown route-map component "vSTRr-" | Unknown route-map component "d" |

| Unknown route-map component "d" | Unknown route-map component "vCONTf" |  |

| Continuation backward |

| Unknown route-map component "d" | Unknown route-map component "v-SPLa" | Unknown route-map component "dSTR3h+l" + Unknown route-map component "SHI1c3" | Unknown route-map component "dCONTfq" |

| Unknown route-map component "vBHF" |

| Unknown route-map component "dCONTgq" | Unknown route-map component "v-STRr" + Unknown route-map component "v-SPLa" | Unknown route-map component "vSPLa-" | Unknown route-map component "d" |

| Unknown route-map component "CONTgq" | Unknown route-map component "vSTR-STRro" + Unknown route-map component "dPORTALf" | Unknown route-map component "tdSTRa" |  |

| Unknown route-map component "tdCONTgq" | Unknown route-map component "tBS2l" + Unknown route-map component "tSTR+r" | Unknown route-map component "tBS2r" | Unknown route-map component "d" |

| Unknown route-map component "tvBHF" | Unknown route-map component "d" |

| Unknown route-map component "tv-SHI2g+r" | Unknown route-map component "d" |

| Unknown route-map component "tCONTf" |

| Unknown route-map component "tCONTg" | Unknown route-map component "d" |

| Unknown route-map component "tvSHI2gl-" |

| Unknown route-map component "exKBHFa" | Unknown route-map component "tvBHFe@f" |  |

| Unknown route-map component "exSTR+l" | Unknown route-map component "exKRZoxr" | Unknown route-map component "exSTRq" + Unknown route-map component "MSTR" + Unknown route-map component "vÜSTur" | Unknown route-map component "exdSTRq" | Unknown route-map component "exCONTfq" | Unknown route-map component "d" |

| Unknown route-map component "exvSTR-" | Unknown route-map component "exvSTRl-" + Unknown route-map component "STR~L" | Unknown route-map component "exv-STR+r" + Unknown route-map component "STR~R" + One way leftward | Unknown route-map component "cSTRq" | Unknown route-map component "c" + Unknown route-map component "CONTfq" |  |

| Unknown route-map component "exSTR2" | Unknown route-map component "STR+l" + Unknown route-map component "exSTRc3" | Unknown route-map component "dKRZu" | Unknown route-map component "dSTRc2" + Unknown route-map component "exSTRl-" + Unknown route-map component "exSTRr" + Unknown route-map component "SHI1lq" | Unknown route-map component "d-STR3+l" | Unknown route-map component "vCONTfq" | Unknown route-map component "d" |

| Unknown route-map component "exdSTRc1" | Unknown route-map component "eABZg+4" | Unknown route-map component "dSTR" | Unknown route-map component "dSTR+1" | Unknown route-map component "dSTR+l" + Unknown route-map component "dSTRc4" | Unknown route-map component "CONTfq" |

| Unknown route-map component "CONTgq" | Unknown route-map component "ABZqlr" | Unknown route-map component "vABZg+r-ABZg+r" | Unknown route-map component "dSTR" | Unknown route-map component "d" |  |

| Unknown route-map component "utCONTgq" | Unknown route-map component "utHSTq" | Unknown route-map component "utdSTRq" + Unknown route-map component "dKBHFe-L" | Unknown route-map component "utSTRq" + Unknown route-map component "vBHF-R" | Unknown route-map component "utCONTfq" | Unknown route-map component "d" |

|  | Unknown route-map component "vSKRZ-Au" |

| Unknown route-map component "xdvCONTgq" | Unknown route-map component "exSTRq-" + Unknown route-map component "-SHI2glq" | Unknown route-map component "vABZgrg-ABZgrfo" | Unknown route-map component "d" |

|  | Unknown route-map component "vCONTf" |

### Costruzione
La maggior parte delle gallerie è stata scavata a foro cieco con scudo EPB (Earth Pressure Balanced Shield). La tecnica, molto diffusa in Europa, prevede l'iniezione nel terreno di sostanze che lo rendono liquido, in modo da poter essere asportato facilmente e convogliato tramite dei tubi all'esterno del tunnel. Una seconda sezione dello scudo applica dei sostegni prefabbricati in cemento nei tratti di galleria appena scavati.
Per la fermata di Porta Venezia si è utilizzata la tecnica dell'arco cellulare. Inizialmente è stato costruito un arco del diametro di 30 metri spingendo nel terreno dei tubi di cemento. In seguito si è potuto scavare la galleria sotto l'arco senza rischi di cedimento e costruire i sostegni laterali; all'interno dello spazio creatosi sono stati realizzati il piano binari e il mezzanino, che rimane sospeso al centro della galleria sostenuto da dei tiranti agganciati al soffitto.
Questa tecnica ha permesso di evitare scavi a cielo aperto che avrebbero costretto alla chiusura di corso Buenos Aires, importante via commerciale del capoluogo lombardo, per alcuni anni.
Le altre stazioni sotterranee sono state costruite a cielo aperto; particolarmente delicata è stata quella di Repubblica, che si trova sotto la piazza omonima a pochi metri dalla Torre Breda.

### Altri dati
- Costo totale: 915 milioni di euro[8]
- Lunghezza tunnel (Villapizzone - Porta Vittoria): 7,8 km
- Stazioni sotterranee: 6
- Stazioni in superficie: 4
- Lunghezza delle banchine: 250 m
- Capacità massima di trasporto: 33k pphpd
- Distanza minima fra treni: 3 minuti e 20 secondi (18 treni/ora/direzione)[9]
- Velocità massima: 50 km/h tra Milano Porta Vittoria e Milano Porta Venezia, 60 km/h nel resto del percorso
- Scartamento: ordinario di 1 435 mm
- Alimentazione: elettrica a 3 000 V in corrente continua mediante linea aerea di contatto
- Sottostazioni elettriche: 2
- Sezioni delle gallerie: policentriche
- Regime di circolazione: blocco automatico a correnti codificate non banalizzato
- Sezioni di blocco: minimo 450 metri
- Regime di esercizio: Dirigente Centrale Operativo di Milano Greco Pirelli

Lancetti e Porta Vittoria sono stazioni di diramazione impresenziate. Nella tratta centrale invece sono presenti solo fermate (Porta Garibaldi, Repubblica, Porta Venezia, Dateo).